# Stanisław Tarnowski

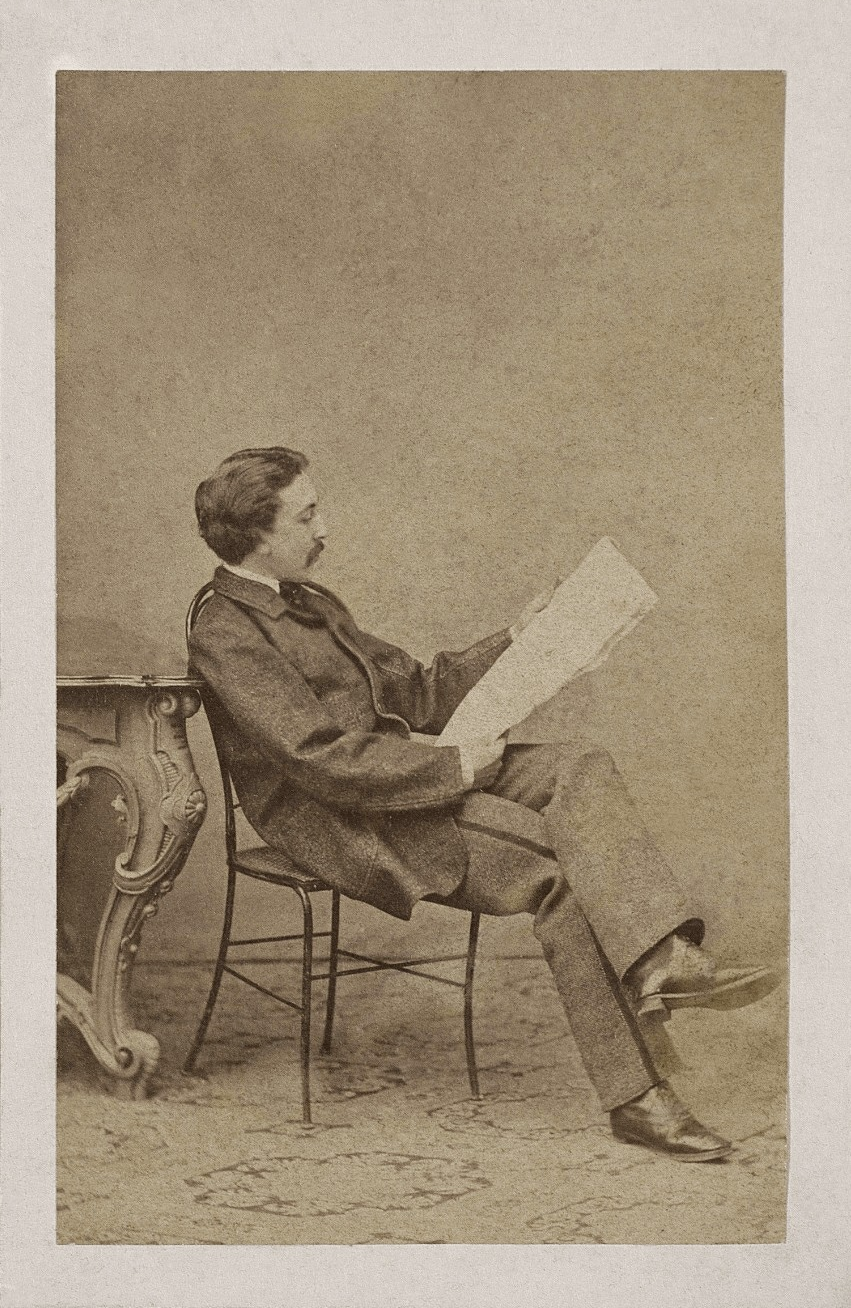
Stanisław Tarnowski (Ludwig Angerer, 1863)

 Stanisław Tarnowski (Dzikowó, Galícia, 1837. november 7. – Krakkó, 1917. december 31.) lengyel gróf, irodalomtörténetíró.
1871-től a krakkói egyetem tanára. 1890-ben a krakkói császári tudományos akademia elnöke lett. 1896-ban kapta a „prolitteris et artibus” érdemjelet, 1898-ban a titkos tanácsosságot. Szerkesztette a Przegląd Polski c. politikai és irodalmi közlönyt. Stanisław Tarnowski unokatestvére volt Władysław Tarnowski (költő és zeneszerző) és szintén Stanisław Tarnowski „Biały” („Fehér”) (tájképfestő).

## Főbb művei

### Irodalmi művek
- Stanisław Tarnowski, Władysław Ludwik Anczyc: Wędrówka po Galilei ( Galileában vándorlás, 1873)
- Stanisław Tarnowski Marszałek (Marsall, 1882)
- Stanisław Tarnowski Czyściec Słowackiego (Słowacki purgatórium, 1903)

### Politikai és történeti munkák
- Z doświadczeń i rozmyślań (posztumusz kiadás, 2002)
- Królowa opinia: wybór pism (posztumusz kiadás, 2011)
- O Rusinach i Rusi (1891)
- Studya polityczne (Politikai tanulmányok, 1895, 2 kötet)
- Skutki rozstroju, rozruchy (1898)
- Stanisław Tarnowski, Stanisław Koźmian, Józef Szujski Teka Stańczyka (1870)
- Studia dyplomatyczne: sprawa polska – sprawa duńska (1863–1865, 2 kötet)
- Nasze dzieje w ostatnich stu latach (1890), (posztumusz kiadás: Nasze dzieje w XIX wieku, 2014)
- Lud wiejski między ładem a rozkładem (1896)